# Подови (Дрвар)
Подови су насељено мјесто у Босни и Херцеговини, у општини Дрвар, које административно припада Федерацији Босне и Херцеговине. Према попису становништва из 1991. у насељу је живјело 201 становника.

## Становништво
|             | 2013.       | 1991.        | 1981.        | 1971.        |
| Укупно      | 80 (100,0%) | 201 (100,0%) | 273 (100,0%) | 368 (100,0%) |
| Срби        | 80 (100,0%) | 194 (96,52%) | 227 (83,15%) | 367 (99,73%) |
| Југословени | –           | 6 (2,985%)   | 46 (16,85%)  | 1 (0,272%)   |
| Остали      | –           | 1 (0,498%)   | –            | –            |